# Esben Esther Pirelli Benestad
Esben Esther Pirelli Benestad (Noruega, 3 de mayo de 1949) es una persona profesional del campo de la medicina y sexología, y es una de las personas trans más destacadas de Noruega. Esben Esther Pirelli Benestad a menudo publica trabajos bajo el nombre que incluye su alias Esther Pirelli, nombre que también suelen utilizar los medios. Aunque el Departamento de Justicia en un principio se negó a emitir documentos de identidad complementarios con el nombre deseado de Benestad, la policía local finalmente emitió documentos no oficiales.
Benestad contrajo matrimonio con la sexóloga Elsa Almås y su hijo es el director de cine Even Benestad, quien filmó el documental Alt om min far sobre Benestad.
En 2007, participó en la serie de telerrealidad Skal vi danse pero recibió la eliminación tras cuatro episodios. Contó al programa de entrevistas God kveld, Norge! que en ocasiones sentía cierta intimidación por los jueces porque criticaban su identidad trans mientras bailaba.
Benestad ha sido una persona candidata política menor del Partido Liberal.